# Força
En física, una força (habitualment simbolitzada com F) és una acció que provoca una pertorbació en la quantitat de moviment d'un cos. El vector suma de totes les forces que actuen sobre un cos, la força neta o força resultant, és proporcional a l'acceleració i a la massa del cos.
En un cos extens una força també pot causar rotació, deformació o canvis de pressió. Els efectes rotacionals són determinats pel moment, mentre que la deformació o el canvi de pressió són determinats per la tensió mecànica que creen les forces. Matemàticament, la força neta és idèntica al ritme de canvi en el temps de la quantitat de moviment del cos sobre el qual actua. En tant que la quantitat de moviment és un vector (té una magnitud i una direcció), la força també serà un vector.
El concepte de força és molt antic i ha estat utilitzat en estàtica i en dinàmica des de l'antiguitat però va ser necessari molt de temps fins que es va tenir una definició acurada. Tanmateix no ha estat possible d'establir una definició explícita del concepte de força, només ha estat possibles definicions a redundants a partir d'altes conceptes. A diferència d'altres magnituds com la longitud o la massa, una força és un concepte abstracte que no pot ser entès a partir de l'experiència directa perquè no es veu, no és més que l'explicació d'efectes visibles.

## Història
Durant l'edat antiga la culminació de les aportacions a l'estàtica van ser els treballs d'Arquímedes durant el segle iii aC que encara formen part de la física moderna. En canvi, la dinàmica d'Aristòtil incorporava errors sobre el paper de la força que van ser corregits al segle xvii, culminant amb les aportacions d'Isaac Newton. Amb el desenvolupament de la mecànica quàntica s'ha conegut que les partícules interaccionen entre elles a través de les forces fonamentals i com a conseqüència el model estàndard de la física de partícules demana que tot el que s'experimenta com una força sigui mitjançat pels bosons de gauge. A gran escala, les forces que es perceben es poden explicar de manera més acurada a la curvatura de l'espaitemps com explica la teoria de la relativitat general d'Albert Einstein. A la física moderna només es consideren quatre forces fonamentals, que en ordre decreixent de magnitud són: la força nuclear forta, la força electromagnètica, la força nuclear feble i la força gravitatòria. La força nuclear feble i l'electromagnètica van ser descrites de manera unificada, com la interacció electrofeble, a partir de les observacions de les interaccions entre partícules d'alta energia entre les dècades del 1970 i del 1980

### Conceptes preneonians
A l'antiguitat el concepte de força formava part de l'explicació del funcionament de les màquines simples, l'avantatge mecànic que aportava una màquina simple permetia la utilització de menys força per moure la mateixa massa a més distància. L'anàlisi de les característiques de les forces van culminar amb el treball d'Arquímedes, que va ser especialment conegut per la seva formulació del seu principi d'Arquimedes sobre les forces que operen als fluids.
Aristòtil va desenvolupar el concepte de força de manera paral·lela al seu concepte filosòfic del món, només hi ha un únic món real, físic, i és en constant transformació. La cosmologia d'Aristòtil culmina a la seva obra Física, considera que els cosmos és finit, ordenat, esfèric, ple, geocèntric i geoestàtic; dividit en dues regions diferenciades pels materials amb què són constituïdes i pel tipus de moviment: una regió supralunar (el cel), formada per esferes concèntriques d'èter, una matèria incorruptible (eterna) i amb moviment circular; i una regió sublunar (la terra), quieta al mig de l'Univers, formada per quatre elements corruptibles, terra, aigua, aire i foc, que poden tenir un moviment lineal. Considerava que els objectes tenien una tendència natural a trobar el seu lloc, els elements com la terra o l'aigua tendien a restar sobre el terra sense moviment, així si aixecaven un objecte pesant, tenia tendència a caure per tal de recuperar el seu lloc natural. D'aquesta manera diferenciava entre moviment natural, el que fa que els elements recuperin la posició que els pertoca, del moviment provocat o no natural que necessita l'aplicació continuada d'una força per tal que continuï. Aquesta teoria del moviment es fonamentava en l'observació del moviment dels objectes però tenia alguns problemes per explicar el moviment de projectils com les sagetes.
Els errors dels conceptes aristotèlics no van ser corregits fins al segle xvii amb els treballs de Galileo Galilei, que era influenciat per la idea medieval que els objectes en moviment forçat porten una força innata mesurable, la teoria de l'ímpetu (Jean Buridan). Galileo va fer una sèrie d'experiment llençant pedres i bales de canó per un pla inclinat per tal de refutar la teoria d'Aristòtil sobre la gravetat (els objectes tendeixen a recuperar la seva posició natural), va demostrar que els objectes eren accelerats per la gravetat fins a un punt que era independent de la seva massa i va considerar que els objectes conserven la seva velocitat si no hi ha cap força que actuï, com la fricció, per aturar-la.

### Mecànica newtoniana

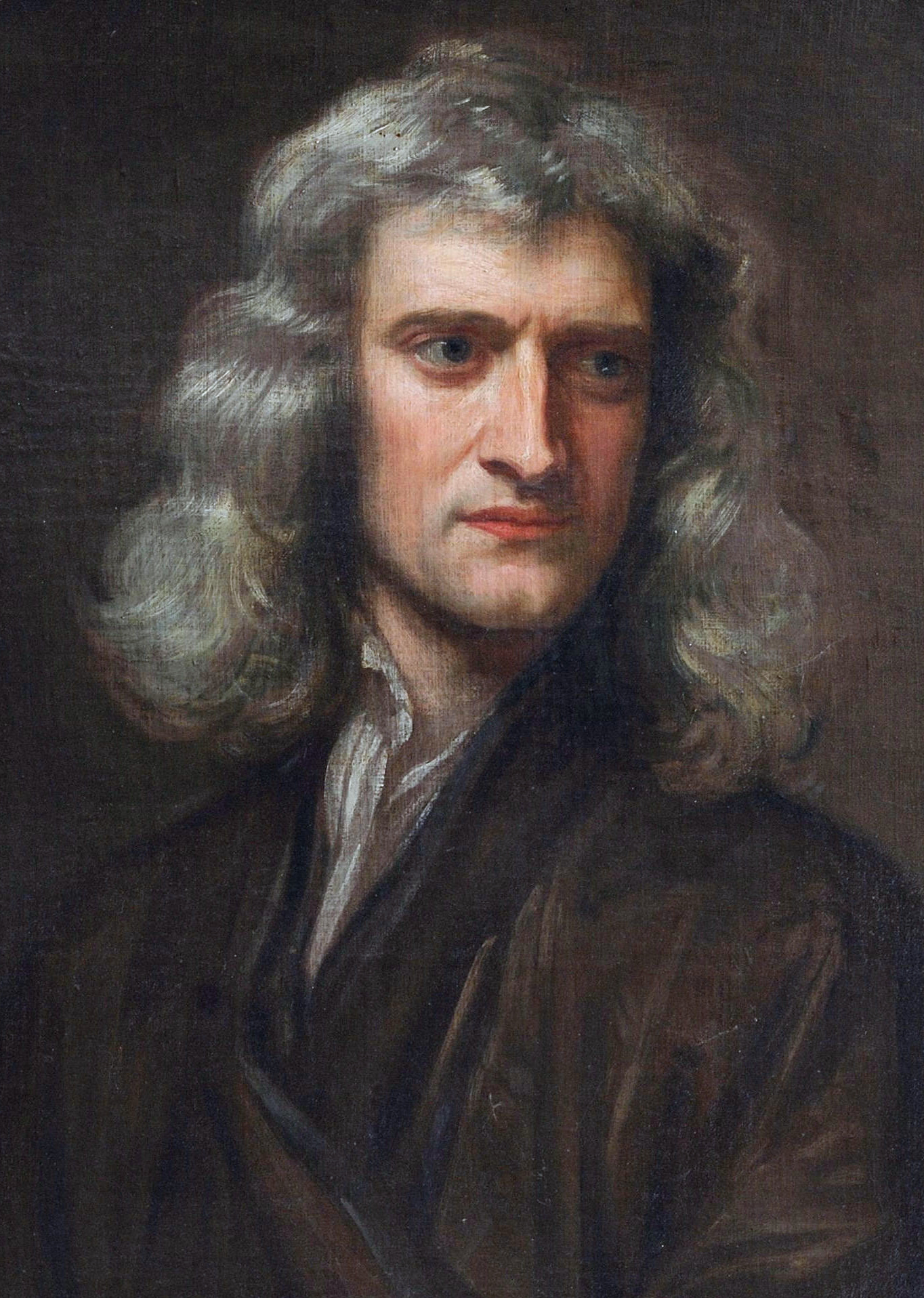
Sir Isaac Newton pintat per Godfrey Kneller el 1689

Isaac Newton va ser el primer a considerar de manera explícita que forces constants causen una quantitat de canvi constant en el temps, és a dir són una derivada respecte del temps. Newton va arribar a la primera i única definició matemàtica de la força:
{\displaystyle F={\frac {d{\vec {p}}}{dt}}}
El 1687 va publicar Philosophiae Naturalis Principia Mathematica on utilitzava els conceptes d'inèrcia, força i conservació per descriure els moviments de tots els objectes. En aquesta obra va enunciar tres lleis sobre el moviment que tenen una relació directa amb la manera com es descriuen les forces a la física.

#### Primera llei de Newton
La primera llei de Newton o llei de la inèrcia enuncia les condicions requerides per a l'equilibri i defineix la inèrcia amb relació a la massa d'un objecte. En contraposició a la idea aristotèlica dels estats naturals, Newton proposava que l'estat natural seria l'absència d'una força neta actuant sobre un objecte. Això implicava la condició de velocitat constant, sigui zero o diferent de zero, com a estat natural de qualsevol estat massiu. Per tant, un objecte continuarà movent-se a una velocitat constant si no hi actua una força externa neta. Com una extensió dels treballs de Galileu, el concepte d'inèrcia està relacionat necessàriament amb el concepte de velocitat relativa, de manera específica, en un sistema de dos objectes és impossible determinar quin és en moviment i quin és en repòs; el que en física és equivalent a parlar de sistemes de referència inercials.
El concepte d'inèrcia es pot generalitzar per explicar la tendència dels objectes a continuar en diferents formes de moviment, fins i tot aquells tipus de moviment que no comporten una velocitat constant. El moment d'inèrcia de la rotació de la Terra és el que fixa la durada d'un dia i d'un any. Albert Einstein estendria el principi d'inèrcia per explicar que els sistemes de referència en acceleració constant, com els que impliquen una caiguda lliure vers un objecte en gravitació, són equivalents als sistemes de referència inercials. Això explica per què els astronautes experimenten l'absència de gravetat quan es troben en caiguda lliure a una òrbita al voltant de la Terra i perquè les lleis de Newton del moviment són més comprensibles en aquest tipus d'entorns. Si un astronauta posa un objecte massiu prop seu, l'objecte romandrà estacionari respecte a l'astronauta a causa de la inèrcia, és el mateix que passaria si l'objecte i l'astronauta fossin a l'espai intergalàctic sense cap força gravitacional neta actuant sobre el seu sistema de referència. Aquest principi d'equivalència va ser un dels fonaments sobre els quals es va desenvolupar la teoria de la relativitat general.

#### Segona llei de Newton
La força es defineix sovint utilitzant la segona llei de Newton, com el producte de la massa {\displaystyle m} multiplicat per l'acceleració {\displaystyle {\vec {a}}}:
{\displaystyle {\vec {F}}=m{\vec {a}},}
Tanmateix Newton mai va escriure la fórmula anterior, sinó que la seva definició era una equació diferencial:
{\displaystyle {\vec {F}}={\frac {d{\vec {p}}}{dt}}={\frac {d(m{\vec {v}})}{dt}}}
on {\displaystyle {\vec {p}}} és la quantitat de moviment del sistema, la força és la quantitat de canvi de la quantitat de moviment al llarg del temps. En canvi, l'acceleració és la quantitat de canvi de la velocitat al llarg del temps. Això comporta que la creença aristotèlica de què era necessària una força neta per tal de mantenir un objecte en moviment no pugui ser certa.
La primera fórmula, útil només quan m és constant, es pot obtenir a partir de la segona mitjançant la següent demostració:
{\displaystyle F={\frac {d{\vec {p}}}{dt}}={\frac {d\left(m{\vec {v}}\right)}{dt}}={\frac {dm}{dt}}\cdot {\vec {v}}+m{\frac {d{\vec {v}}}{dt}}=0\cdot {\vec {v}}+m{\frac {d{\vec {v}}}{dt}}=m{\vec {a}}}
Cal tenir en compte que {\displaystyle {\frac {dm}{dt}}=0}, ja que m és considerada constant i, per tant, la seva derivada és 0. Per contra, si m no fos constant i depengués de t, caldria emprar l'expressió completa. També cal observar que {\displaystyle {\frac {d{\vec {v}}}{dt}}={\vec {a}}} segons la definició de l'acceleració.
La segona llei de Newton només estableix la proporcionalitat entre l'acceleració i la massa respecte a la força, però tant l'acceleració com la massa poden ser definides sense fer referència a forces. L'acceleració pot ser mesurada utilitzant mètodes cinemàtics i la massa pot ser determinada per mitjà de l'estequiometria, tot i que encara no hi ha una definició acurada del que és la massa. La relativitat general ofereix una equivalència entre l'espaitemps i la massa, però manca una teoria coherent de la gravetat quàntica, no és clar si aquesta connexió és rellevant a escala atòmica. La segona llei de Newton s'hauria de prendre com una definició de la massa escrivint-la com una igualtat en la qual les unitats relatives a la força i la massa són fixes.

#### Tercera llei de Newton
La tercera llei de Newton és el resultat d'aplicar una simetria a situacions en les quals les forces poder ser atribuïdes a la presència de diferents objectes. Donats dos objectes 1 i 2, la tercera llei estableix que
{\displaystyle {\vec {F}}_{\mathrm {1sobre2} }=-{\vec {F}}_{\mathrm {2sobre1} }.}
això implica que les forces sempre actuen per parells d'acció-reacció. Si els objectes 1 i 2 són al mateix sistema, llavors la força neta del sistema deguda a la interacció entre els objectes és zero:
{\displaystyle {\vec {F}}_{\mathrm {1sobre2} }+{\vec {F}}_{\mathrm {2sobre1} }=0}.
Això significa que els sistemes no poden crear forces internes no contrarestades. Però si els objectes són a sistemes diferents, els dos experimentaran una força no contrarestada i s'acceleraran l'un respecte a l'altre d'acord amb la segona llei de Newton.
Combinant la segona i la tercera llei és possible mostrar que la quantitat de moviment d'un sistema es conserva. Utilitzant
{\displaystyle {\vec {F}}_{\mathrm {1sobre2} }={\frac {d{\vec {p}}_{\mathrm {1sobre2} }}{dt}}=-{\vec {F}}_{\mathrm {2sobre1} }=-{\frac {d{\vec {p}}_{\mathrm {2sobre1} }}{dt}}}
i integrant respecte del temps, s'obté l'equació
{\displaystyle \Delta {{\vec {p}}_{\mathrm {1sobre2} }}=-\Delta {{\vec {p}}_{\mathrm {2sobre1} }}}
Per un sistema que inclou els objecte 1 i 2,
{\displaystyle \sum {\Delta {\vec {p}}}=\Delta {{\vec {p}}_{\mathrm {1sobre2} }}+\Delta {{\vec {p}}_{\mathrm {2sobre1} }}=0}
que és una expressió de la conservació lineal de la quantitat de moviment. Generalitzar això per a un sistema amb un nombre arbitrari de partícules és senzill. Això mostra que l'intercanvi de quantitat de moviment entre els objectes que formen un sistema no afecta la quantitat de moviment del sistema. En general en tant que les forces siguin degudes a la interacció entre objectes massius, és possible definir un sistema tal que la quantitat de moviment no es perd ni es guanya.

## Forces conservatives i no conservatives
Una força conservativa és aquella força el treball de la qual no depèn del recorregut realitzat, sinó que depèn exclusivament de la posició inicial i final del cos. Són forces conservatives la força gravitatòria, la força elàstica, la força elèctrica, etc. També es pot definir la força conservativa com aquella força que no realitza treball en un desplaçament tancat.

## El concepte de força a la física moderna
Les teories modernes de la física no recorren a les forces com a fonts o símptomes d'una interacció. La relativitat general utilitza el concepte de curvatura de l'espaitemps, la mecànica quàntica descriu els intercanvis entre les partícules elementals sota la forma de fotons, bosons i gluons. Cap d'aquestes dues teories no recorre a les forces. Tanmateix, com la noció de força és un suport pràctic i intuïtiu, sempre és possible, tant per la relativitat general com per la mecànica quàntica de calcular forces. Però igual que en el cas de la segona llei de Newton, les equacions utilitzades no aporten cap informació addicional sobre la naturalesa d'una força.

### Forces fonamentals
A la física moderna només es consideren quatre forces fonamentals, que en ordre decreixent de magnitud són:
- Força nuclear forta, també anomenada força forta o interacció forta
- Força electromagnètica
- Força nuclear feble, també anomenada força feble o interacció feble
- Força gravitatòria

La força nuclear feble i l'electromagnètica han estat descrites de manera unificada, com la interacció electrofeble.
A escala humana, la major part de les interaccions són causades per la força gravitatòria (que manté cohesionat el nostre planeta i determina el seu moviment, intervé en la geologi, les marees, ...), de la força electromagnètica, les interaccions electromgnètiques entre les molècules que componen la matèria són la causa de gairebé tot el que es pot observar (duresa dels materials, reaccions químiques, els estats de la matèria, el fregament, el comportament de la llum, l'electricitat, els microprocessadors, etc.).
La interacció feble és la responsable de l'estabilitat dels àtoms, manifestacions d'aquesta força es veuen a les reaccions nuclears.
La interacció forta permet que les partícules compostes de quarks, com els protons i els neutrons, continuïn unides.
Els altres tipus de forces considerades tradicionalment en física o enginyeria són expressions macroscòpiques de les quatre forces fonamentals. Alguns exemples són la força de fricció o de fregament, la força d'arrossegament o les forces recuperadores que es posen de manifest en molles o pèndols. La pressió és una magnitud física que indica la força aplicada per unitat de superfície.

#### Gravetat

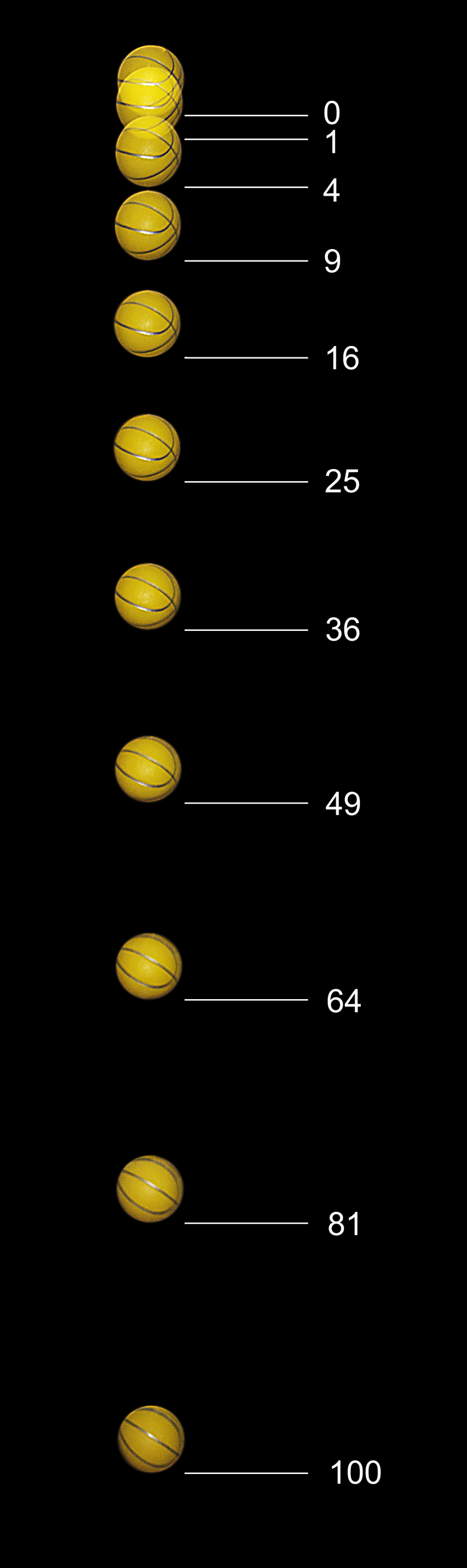
Un objecte inicialment immòbil que es deixa caure lliurement sotmès a la gravetat recorre una distància que és proporcional al quadrat del temps transcorregut. Una imatge presa 20 flaixos per segon. Durant el primer 1/20è de segon la pilota cau una unitat de distància (aquí, una unitat és al voltant de 12 mm); en 2/20ns ha caigut un total de 4 unitats; en 3/20ns, 9 unitats, etc.

El que avui en dia s'anomena gravetat no es va identificar com a força universal fins al treball d'Isaac Newton. Abans de Newton, la tendència dels objectes a caure cap a la Terra no es creia relacionada amb els moviments d'objectes celestials. Galileu va estudiar de forma descriptiva les característiques del moviment de caiguda lliure dels objectes determinant que la seva acceleració és constant i independent de la massa de l'objecte. Avui en dia, aquesta acceleració causada per la gravetat cap a la superfície de la Terra es designa normalment com {\displaystyle {\vec {g}}} i té una magnitud d'aproximadament 9.81 metres per segon al quadrat (aquesta mesura es pren del nivell del mar i pot variar depenent de localització; als Països Catalans el segon decimal és exacte, en altres parts de la Terra el segon decimal varia), i va cap al centre de la Terra. Aquesta observació vol dir que la força de la gravetat en un objecte a la superfície de la Terra és directament proporcional a la massa de l'objecte. Així un objecte que té una massa de m experimentarà una força:
{\displaystyle {\vec {F}}=m{\vec {g}}}
En la caiguda lliure, aquesta força no troba cap oposició i per això la força neta aplicada a l'objecte és el seu pes. Per a objectes que no estan en caiguda lliure, la força de la gravetat s'equilibra amb les reaccions en els seus suports. Per exemple, una persona quieta a terra experimenta una força neta de zero, ja que el seu pes s'equilibra amb una força normal exercida per terra.
La contribució del Newton a la teoria de la gravetat va ser d'unificar els moviments dels astres celestials, que Aristotle havia assumit que eren en un estat natural de moviment constant, amb el moviment de caiguda observat a la Terra. Va proposar una llei de la gravetat que podria explicar els moviments celestials que s'havien descrit anteriorment utilitzant les lleis de Kepler.
Newton es va adonar que els efectes de la gravetat es podrien observar de maneres diferents a distàncies més grans. En particular, Newton va determinar que l'acceleració de la Lluna al voltant de la Terra es podria atribuir a la mateixa força de gravetat si l'acceleració deguda a la gravetat disminuïa com una llei inversa del quadrat. A més, Newton es va adonar que l'acceleració a causa de la gravetat és proporcional a la massa del cos que atrau. Combinant aquestes idees obté una fórmula que relaciona la massa ({\displaystyle M_{\oplus }}) i el radi ({\displaystyle R_{\oplus }}) de la Terra amb l'acceleració de la gravetat:
{\displaystyle {\vec {g}}=-{\frac {GM_{\oplus }}{{R_{\oplus }}^{2}}}{\hat {r}}}
on el vector direcció ve donat per {\displaystyle {\hat {r}}}, el vector unitari dirigit cap a fora des del centre de la Terra.<
En aquesta equació, es fa servir una constant dimensional G per descriure la intensitat relativa de la gravetat. Aquesta constant s'ha vingut a conèixer com la Constant de Newton de la gravitació universal, encara que el seu valor era desconegut en la vida de Newton. No va ser fins a 1798 que Henry Cavendish va ser capaç de fer la primera mesura de G fent servir una balança de torsió; això va difondre àmpliament en la premsa com la mesura de la massa de la Terra, ja que saber G permet resoldre la massa de la Terra donada l'equació de més amunt. Newton, tanmateix, es va adonar que com que tots els cossos celestials seguien les mateixes lleis del moviment, la seva llei de la gravetat havia de ser universal. Dit succintament, la llei del Newton de la gravitació estableix que la força sobre objecte esfèric de massa m1 a causa de l'atracció gravitatòria d'una massa m₂ és
{\displaystyle {\vec {F}}=-{\frac {Gm_{1}m_{2}}{r^{2}}}{\hat {r}}}
on r és la distància entre els centres de massa dels dos objectes i {\displaystyle {\hat {r}}} és el vector unitari apuntat en la direcció que va del centre del primer objecte cap al centre del segon objecte.
Aquesta fórmula va ser prou potent per romandre com la base per totes les subsegüents descripcions de moviment dins del sistema solar fins al segle xx. Durant aquell temps, es van inventar mètodes sofisticats d'anàlisis de pertorbacions per calcular les desviacions d'òrbites a causa de la influència de múltiples cossos en un planeta, lluna, cometa, o asteroide. El formalisme era prou exacte per permetre als matemàtics pronosticar l'existència del planeta Neptú abans que fos observat.
Només hi havia l'òrbita del planeta Mercuri que semblava que la Llei de la gravitació de Newton no explicava prou bé. Alguns astrofísics pronosticaven l'existència d'un altre planeta (Vulcà) que explicaria les discrepàncies; tanmateix, malgrat algunes primeres indicacions, no es va poder trobar cap planeta. Quan Albert Einstein finalment va formular la seva teoria de relativitat general (GR) va fixar la seva atenció en el problema de l'òrbita de Mercuri i va trobar que la seva teoria afegia una correcció que podria explicar la discrepància. Aquesta era la primera vegada que la Teoria del Newton de la gravetat havia mostrat de ser menys correcte que una alternativa.
Des de llavors, i per ara, la relativitat general s'ha reconegut com la teoria que millor explica gravetat. En GR, la gravitació no es veu com a força, sinó més aviat, els objectes que es mouen lliurement en camps gravitacionals viatgen sota la seva pròpia inèrcia seguint rectes a través de l'espaitemps curvilini - definides com el camí espaciotemporal més curt entre dos esdeveniments espaciotemporals. Des de la perspectiva de l'objecte, tot el moviment ocorre com si no hi hagués cap gravitació en absolut. És només quan s'observa el moviment en un sentit global que la curvatura d'espaitemps es pot observar i la força s'infereix de la curvatura del camí de l'objecte. Així, el camí recte en l'espaitemps es veu com una línia corba en l'espai, i s'anomena la trajectòria balística de l'objecte. Per exemple, una pilota de bàsquet llançada contra el terra es mou seguint una paràbola, com succeeix en un camp gravitacional uniforme. La seva trajectòria espaciotemporal (quan s'afegeix la dimensió ct extra) és gairebé una recta, lleugerament corbada (amb el radi de curvatura d'aproximadament pocs anys llum). La derivada respecte del temps de la quantitat de moviment de l'objecte és el que s'etiqueta com a "força".

#### Forces electromagnètiques
La força electroestàtica va ser descrita per primera vegada el 1784 per Coulomb com una força que existeix intrínsecament entre dues càrregues. Les propietats de la força electroestàtica eren que variava seguint una llei inversa del quadrat de la distància dirigia en la direcció radial, era tant atractiva com repulsiva (hi havia polaritat intrínseca), era independent de la massa dels objectes carregats, i seguia la llei de superposició. La Llei de Coulomb unifica totes aquestes observacions a una afirmació.
Els subsegüents matemàtics i els físics trobaven que la construcció d'un camp elèctric era útil per determinar la força electroestàtica sobre una càrrega elèctrica en qualsevol punt de l'espai. El camp elèctric es basava a fer servir una "càrrega de prova" hipotètica a qualsevol lloc en espai i llavors utilitzar la Llei de Coulomb per determinar la força electroestàtica. Així el camp elèctric present en un punt qualsevol de l'espai es defineix com
{\displaystyle {\vec {E}}={{\vec {F}} \over {q}}}
on {\displaystyle q} és la magnitud de la càrrega de prova hipotètica.
Mentrestant, es descobria que entre dos corrents elèctrics existia la força de Lorentz del magnetisme. Té el mateix caràcter matemàtic que la llei de Coulomb amb la prevenció de què corrents den el mateix sentit s'atreuen i corrents de diferent sentit es repel·leixen. Similar al camp elèctric, el camp magnètic es pot fer servir per determinar la força magnètica en un corrent elèctric en qualsevol punt de l'espai. En aquest cas, la magnitud del camp magnètic es determina com
{\displaystyle B={F \over {I\ell }}}
on I és la magnitud del corrent de prova hipotètic i {\displaystyle \ell } és la llargada del conductor hipotètic a través del qual flueix el corrent de prova. El camp magnètic exerceix una força a tots els imants incloent-hi, per exemple, els emprats en brúixoles. El fet que el camp magnètic de la Terra s'alineï aproximadament amb l'orientació de l'eix de la Terra fa que els imants de les brúixoles s'orientin a causa que la força magnètica aplicada a l'agulla.
A través de combinar la definició de corrent elèctric com la taxa de variació respecte del temps de la càrrega elèctrica, una regla de producte vectorial anomenada la Llei de Lorentz descriu la força sobre una càrrega que es mou en un camp magnètic. La connexió entre electricitat i magnetisme permet la descripció d'una força electromagnètica unificada que actua sobre una càrrega. Aquesta força es pot escriure com a suma de la força electroestàtica (a causa del camp elèctric) i la força magnètica (a causa del camp magnètic):
{\displaystyle {\vec {F}}=q({\vec {E}}+{\vec {v}}\times {\vec {B}})}
on {\displaystyle {\vec {F}}} és la força electromagnètica, q és la magnitud de la càrrega de la partícula, {\displaystyle {\vec {E}}} és el camp elèctric, {\displaystyle {\vec {v}}} és la velocitat de la partícula que travessa el camp magnètic ({\displaystyle {\vec {B}}}).
L'origen dels camps elèctrics i magnètics no s'explicaria plenament fins a 1864 quan James Clerk Maxwell unificava un cert nombre de teories anteriors a un conjunt succint de quatre equacions. Aquests "equacions de Maxwell" descrivien plenament les fonts dels camps com càrregues estacionàries i càrregues mòbils, i les interaccions dels camps mateixos. Això va portar a Maxwell a descobrir que els camps elèctrics i magnètics podrien ser "autogenerats" a través d'una ona que viatja a una velocitat que va calcular i va resultar ser la velocitat de la llum. Aquesta idea unia els naixents camps de teoria electromagnètica amb l'òptica i conduïa directament a una descripció completa de l'espectre electromagnètic.
Tanmateix, intentar conciliar la teoria electromagnètica amb dues observacions, l'efecte fotoelèctric, i la inexistència de la catàstrofe ultraviolada, va resultar difícil. A través del treball dels principals físics teòrics, es desenvolupava una nova teoria de l'electromagnetisme fent servir la mecànica quàntica. Aquesta modificació final a teoria electromagnètica conduïa finalment a l'electrodinàmica de quàntica (o QED), que descriu plenament tots els fenòmens electromagnètics com produïts per mitjà de partícules d'ona conegudes com a fotons. En QED, els fotons són la partícula d'intercanvi fonamental que descriu totes les interaccions relacionades amb l'electromagnetisme incloent-hi la força.
És un error comú atribuir la rigidesa dels sòlids a la repulsió de càrregues sota la influència de la força electromagnètica. Tanmateix, aquesta característica de fet resulta del Principi d'Exclusió Pauli. Com que els electrons són fermions, no poden ocupar el mateix estat quàntic que altres electrons. Quan els electrons en un material s'empaqueten densament junts, no hi ha prou estats quàntics d'energia més baixa per a tots ells, així alguns d'ells han de ser en estats d'energia més alts. Això significa que cal energia per empaquetar-los junts. Mentre que aquest efecte es manifesta macroscòpicament com a "força" estructural, és tècnicament només el resultat de l'existència d'un conjunt finit d'estats pels electrons.

#### Forces nuclears
Hi ha dues "forces nuclears" que avui en dia es descriuen normalment com interaccions que tenen lloc en teories quàntiques de física de partícules. La força nuclear forta és la força responsable de la integritat estructural de nuclis atòmics mentre la força nuclear feble és la responsable de la decadència de certs nucleons a leptons i altres tipus d'hadrons.
La força nuclear forta s'entén com a representació de les interaccions fonamentals entre quarks i gluons tal com es detallen en la teoria de cromodinàmica quàntica (QCD). La força forta és la força fonamental produïda per l'intercanvi de gluons, i actua sobre els quarks, els antiquarks, i els gluons mateixos. La interacció forta és la més potent de les quatre forces fonamentals.
La força forta només actua directament sobre partícules elementals. Tanmateix, un residu de la força s'observa entre hadrons (l'exemple més conegut és la força que actua entre nucleons en nuclis atòmics) com la força nuclear. Aquí la força forta actua indirectament, transmesa com gluons que formen part dels mesons pi i rho virtuals que clàssicament transmeten la força nuclear (vegi aquest tema per a més detalls). El fracàs de moltes cerques de quarks lliures ha mostrat que les partícules elementals afectades no són directament observables. Aquest fenomen s'anomena confinament de color.
La força feble és a causa de l'intercanvi dels bosons W i Z pesants. El seu efecte més familiar és la desintegració beta (de neutrons en nuclis atòmics) i la radioactivitat associada. La paraula "feble" deriva del fet que el camp de forces sigui unes 1013 vegades més feble que el de la força forta. Tanmateix, és més fort que la gravetat a distàncies curtes. Una teoria electrofeble coherent també s'ha desenvolupat que mostra que les forces electromagnètiques i la força feble són indistingibles a temperatures per sobre d'uns 1.015 kèlvins. Tals temperatures s'han investigat en acceleradors de partícules moderns i mostren les condicions de l'Univers en els primers moments del big-bang.

### Forces interiors i forces exteriors
També existeixen forces en l'interior dels cossos, que s'anomenen forces interiors, com per exemple les anomenades forces de cohesió, que mantenen unides les partícules d'un cos. Les forces exercides sobre un cos per un altre cos s'anomenen forces exteriors.

### Efectes d'una força
L'efecte d'una força sobre un cos depèn de les característiques de la força en qüestió, que són:
- El mòdul o intensitat, és a dir, la quantitat de força exercida.
- La direcció en la qual s'exerceix la força.
- El sentit en què actua la força.
- El punt d'aplicació de la força.

#### Representació de les forces
Una força es representa mitjançant un segment orientat o vector en el qual hi estan representades les quatre característiques esmentades:
- La longitud del vector representa, a escala, la intensitat de la força.
- La direcció del vector és la direcció en què s'exerceix la força.
- El sentit s'assenyala mitjançant la punta de sageta dibuixada a l'extrem del vector.
- El punt d'aplicació és el punt O, anomenat origen del vector.

La recta sobre la qual està situat el vactor s'anomena línia d'acció de la força.
Per simbolitzar el vector que representa una força s'utilitza una lletra amb una petita sageta horitzontal al damunt. La mateixa lletra sense la sageta representa la intensitat de la força, que no és un vector, sinó un valor escalar.